# Kōichi Kishi
En aquest nom japonès, el cognom és Kishi.
Kōichi Kishi (japonès: 貴志康一)  (Suita, 31 de març de 1909 - 17 de novembre de 1937) fou un violinista, compositor i director d'orquestra japonès.

## Biografia
Kōichi Kishi era el més gran de vuit germans. Va passar la seva infància a Miyako-jima, un districte d'Osaka.Hi vivien nombrosos emigrants, especialment de Rússia, i així fou com Kishi va entrar en contacte amb la cultura occidental. Seguint l'exemple de la seva mare, va aprendre a tocar el violí. Als 18 anys va anar a Europa per completar la seva formació de violí al Conservatori de Ginebra i a l'Acadèmia de Música de Berlín. Després va estudiar composició amb Paul Hindemith i direcció amb Wilhelm Furtwängler. En el període següent, Kishi va treballar com a director d'orquestra, compositor i violinista. El 1934, a l'edat de 25 anys, va dirigir l'Orquestra Filharmònica de Berlín, que va interpretar les seves obres, inclòs un concert de violí interpretat per Georg Kulenkampff. Els diaris de Berlín van elogiar Kishi com a "admirable".
Com a compositor, Kishi va adoptar la tradició occidental i romàntica tardana i la va canviar "a la seva manera".Ell mateix, el seu pare i el seu avi eren profundament religiosos budistes. Va compondre la Simfonia "Buda", estrenada a Alemanya com a Leben Buddhas(japonès: 仏陀の生涯, Buddha no shōgai) com a música programàtica, l'única d'aquest tipus de les seves obres. Tocava un violí Stradivarius que un cop va pertànyer a la família reial britànica, i per això es diu King George.El King George ara és propietat de la Fundació Habisreutinger.
A Alemanya, Kōichi Kishi es va comprometre a donar a conèixer el seu Japó natal. Així doncs, va treballar al costat de la seva compatriota i cantant Hatsue Yuasa, en dos curtmetratges en què es va presentar la cultura japonesa. A més, va proposar a UFA de fundar una companyia de producció de cinema alemanyajaponesa, que havia de comptar amb el suport del govern japonès amb un milió de Reichsmarks. Però UFA no estava interessada.
Després de tornar al Japó el 1935, va exercir de director, però va morir el novembre de 1937, a causa d'una malaltia cardíaca, als 28 anys. La seva tomba es troba al temple Myōshin-ji, a Ukyō-ku, Kyoto.
La seva casa a Osaka és un edifici catalogat. Quan Hideki Yukawa es va convertir en el primer físic japonès a rebre el premi Nobel el 1949, Taketori Monogatari de Kishi es va tocar al banquet d'Estocolm. El carilló de l'ajuntament del districte de Miyako-jima també toca aquesta melodia. Amb motiu del centè aniversari de Kôichi Kishi, es va poder veure al Japanisch-Deutsches Zentrum Berlin (JDZB) una exposició sobre la seva vida i obra. El 10 de març de 2009 va tenir lloc un concert amb obres de Kishi amb la Filharmònica de Berlín.

## Obres
- Simfonia "Buda": simfonia en quatre moviments
- Esbossos japonesos per a gran orquestra, japonès: 大管弦楽のための「日本スケッチ」
- Suite japonesa per a gran orquestra, japonès: 大管弦楽のための「日本組曲」
- Ama no iwato, japonès: 天 の 岩 戸: ballet en dos actes
- Namiko - opereta
- Kagokaki, Akai kanzahi: un total de catorze cançons
- Música per a les pel·lícules Kagami ("mirall") i Haru ("primavera") (Kishi també va treballar-hi en ambdues com a director)